# Jens Herzer
Jens Herzer (* 7. Dezember 1963 in Arnstadt, Thüringen) ist Pfarrer der thüringischen Landeskirche und Professor für Neues Testament.

## Leben und Wirken
In den Jahren von 1984 bis 1989 studierte Herzer Evangelische Theologie in Berlin. Anschließend absolvierte er das Vikariat in Berlin und legte das Zweite theologische Examen ab. 1993 schloss er seine Promotion zum Thema „Die Paralipomena Jeremias. Studien zu einer Haggadah des frühen Judentums“ an der Humboldt-Universität Berlin ab, wo er in den folgenden Jahren als Assistent arbeitete. Ebenfalls an der Humboldt-Universität habilitierte Jens Herzer 1997 mit einer Arbeit unter dem Titel „Petrus oder Paulus? Studien über das Verhältnis des ersten Petrusbriefes zur Paulinischen Tradition“. Sowohl diese Arbeit als auch schon seine Dissertation wurde von Christian Wolff betreut.
In den folgenden Jahren lehrte Herzer in Berlin als Privatdozent. 1999 übernahm er eine Professur an der Theologischen Fakultät der Universität Leipzig, wo er in den Jahren 2003 bis 2005 das Amt des Studiendekans, 2006 bis 2008 das des Prodekans und 2008 bis 2009 das des Dekans bekleidete.
Die Schwerpunkte in der Arbeit von Jens Herzer liegen in der Erforschung des Frühjudentums, der paulinischen und katholischen Briefliteratur, der Johannesoffenbarung und des Markusevangeliums. Er ist u. a. Mitherausgeber der Reihe Theologischer Handkommentar zum Neuen Testament. Ein aktuelles Projekt ist ein Kommentar zu den Pastoralbriefen in dieser Reihe.

## Schriften
- Die Paralipomena Jeremiae. Studien zu Tradition und Redaktion einer Haggadah des frühen Judentums. Mohr Siebeck, Tübingen 1994, ISBN 3-16-146307-2.
- Petrus oder Paulus? Studien über das Verhältnis des Ersten Petrusbriefes zur Paulinischen Tradition. Mohr Siebeck, Tübingen 1998, ISBN 3-16-146848-1.
- Fourth Baruch (Paraleipomena Jeremiou). Translated with an Introduction and Commentary. Scholars Press, Atlanta 2005, ISBN 1-58983-173-X.
- Die Ursprünge der kirchlichen Feste. Ostern, Himmelfahrt, Pfingsten, Weihnachten und ihre biblischen Grundlagen. Deutsche Bibelgesellschaft, Stuttgart 2006, ISBN 978-3-438-06034-1.
- Pontius Pilatus. Henker und Heiliger (= Biblische Gestalten. Band 32). Evangelische Verlagsanstalt, Leipzig 2020, ISBN 978-3-374-06063-4.
- C. Böttrich/J. Herzer (Hrsg.): Josephus und das Neue Testament. Wechselseitige Wahrnehmungen. 2. Internationales Symposium zum Corpus Judaeo-Hellenisticum Novi Testamenti (Greifswald, Mai 2006). Mohr Siebeck, Tübingen 2007, ISBN 3-16-149368-0 (WUNT, 207).
- J. Frey/J. Herzer/M. Janßen/C. K. Rothschild (Hrsg.): Pseudepigraphie und Verfasserfiktion in frühchristlichen Briefen (Pseudepigraphy and Author Fiction in Early Christian Letters). Mohr Siebeck, Tübingen 2009.